# HMS Cordelia (1914)
Pour les autres navires du même nom, voir HMS Cordelia.
Le HMS Cordelia était un croiseur léger de classe C construit pour la Royal Navy pendant la Première Guerre mondiale. Il fut l’un des six navires de la sous-classe Caroline et fut achevé au début de 1915. Le navire a été affecté aux 1ère et 4e Escadres de croiseurs légers de la Grand Fleet pendant toute la guerre et a joué un rôle mineur dans la bataille du Jutland mi-1916. Le HMS Cordelia passa la plupart de son temps à des patrouilles calmes en mer du Nord. Il passa la majeure partie de 1919 comme navire d’entraînement avant d’être réarmé pour servir dans l'Atlantic Fleet en 1920. Le navire a été mis en réserve à la fin de 1922 et a été vendu à la ferraille au milieu de l’année 1923.

## Construction
Les croiseurs de classe C étaient destinés à escorter la flotte et à la défendre contre les destroyers ennemis qui tentaient de se rapprocher à portée de torpille. Commandés en juillet-août 1913 dans le cadre du Programme naval de 1913-1914, les navires du groupe Caroline étaient une version agrandie et améliorée des croiseurs de classe Arethusa précédents. Ces navires avaient une longueur de 136 m, avec un maître-bau de 12,6 m et un tirant d'eau moyen de 4,9 m. Leur déplacement était de 4 287 tonnes à charge normale et 4 809 tonnes à pleine charge. Le HMS Cordelia était propulsé par quatre turbines à vapeur Brown-Curtis à propulsion directe, chacune entraînant un arbre d'hélice, qui produisaient un total de 40 000 ch (30 000 kW). Les turbines utilisaient de la vapeur produite par huit chaudières Yarrow Shipbuilders, ce qui lui donnait une vitesse de 28,5 nœuds (52,8 km/h). Il transportait 931 tonnes de mazout. Le navire avait un équipage de 301 officiers et autres grades.
L’armement principal du HMS Cordelia se composait de deux canons Mk XII de 6 pouces (152 mm) qui étaient montés sur l’axe à l’arrière, avec un canon surplombant le canon arrière. Son armement secondaire se composait de huit canons Mk IV QF de 4 pouces (102 mm), quatre de chaque côté, une paire en avant du pont, une autre paire sur le gaillard d'avant et les deux autres paires un pont plus bas au milieu du navire. Pour la défense antiaérienne, il était équipé d’un canon QF de 6 livres (57 mm). Le navire avait également deux affûts jumeaux, au-dessus de l’eau, pour des tubes lance-torpilles de 21 pouces (533 mm), un sur chaque flanc. Les navires du groupe Caroline étaient protégés par une ceinture blindée au milieu du navire dont l’épaisseur allait de 1 à 3 pouces (25 à 76 mm) et un pont blindé de 1 pouce (25 mm). Les murs de leur passerelle étaient de 6 pouces d’épaisseur.

### Modifications en temps de guerre
En août 1915, son canon antiaérien de 6 livres est remplacé par un canon antiaérien Ordnance QF 3 livres de 47 mm Vickers Mk II. En septembre-octobre 1917, l’armement du navire fut considérablement révisé. Sa paire avant de canons de 4 pouces ont été remplacés par un autre canon de 6 pouces, ses canons arrière de 4 pouces ont été remplacés par une autre paire de supports de tubes lance-torpille de 21 pouces et un canon QF Mk V de 4 pouces a remplacé son canon antiaérien de 3 livres. En outre, son mât poteau a été remplacé par un mât tripode qui a été équipé d’une direction d’artillerie, sa passerelle a été remplacée par une autre plus légère, avec un blindage plus mince de 0,75 pouces (19 millimètres) et une plate-forme d’envol installée au-dessus du gaillard d'avant. Elle a été enlevée entre avril et août 1918, quand un canon supplémentaire de 6 pouces a été ajouté à l’arrière des cheminées à la place de ses canons avant de 4 pouces du pont principal. Les derniers canons de 4 pouces du HMS Cordelia, y compris le canon antiaérien Mk V, ont été remplacés par une paire de canons antiaériens QF 3 de 76 mm vers la poupe, où se trouvaient à l’origine les canons de 4 pouces. Entre 1919 et 1923, le navire reçut une paire de canons Mk II de 40 mm sur des affûts simples. Tous ces changements nuisaient à la stabilité du navire, et les tubes lance-torpilles supplémentaires de 21 pouces et le poste de contrôle arrière ont été enlevés à la fin de 1921.

## Histoire
Le HMS Cordelia, le troisième navire de ce nom dans la Royal Navy, a été construit par Pembroke Dockyard à Pembroke Dock, Pays de Galles,. Sa quille fut posée le 21 juillet 1913. Il fut lancé le 23 février 1914 et achevé en janvier 1915.

### Première Guerre mondiale
Mis en service dans la Royal Navy dès son achèvement en janvier 1915, le HMS Cordelia est affecté à la 1ère Escadre de croiseurs légers de la Grand Fleet.
Au début du mois d’août 1914, le HMS Cordelia et le reste de son escadre faisaient partie des navires envoyés à la chasse au corsaire allemand SMS Meteor, qui tentait de retourner en Allemagne. Bien que l’escadre ne l’ait pas retrouvée, le 9 août le navire allemand a été forcé de se saborder pour éviter d’être capturé par d’autres croiseurs britanniques.
Pendant la bataille du Jutland, du 31 mai au 1er juin 1916, la 1ère Escadre de croiseurs légers est chargée de protéger les cuirassés du vice-amiral David Beatty. Le HMS Cordelia est le premier navire britannique à repérer et à engager les navires de la Hochseeflotte (flotte allemande de haute mer) dans l’après-midi du 31 mai. Le HMS Cordelia a tiré quatre obus de son armement principal sur le croiseur léger SMS Elbing, mais ils sont tombés en deçà de la cible. Le navire n’a pas été très engagé pendant la bataille et n’a tiré qu’une douzaine d’obus de ses canons de 6 pouces (152 mm) et trois de ses canons de 4 pouces (102 mm). Pour autant que l’on le sache, il n’a rien touché, et n’a pas été endommagé lui-même. En octobre 1917, il avait été transféré à la 4ème Escadre de croiseurs légers.

### Après-guerre
Le HMS Cordelia resta avec la 4ème Escadre de croiseurs légers au moins jusqu’au 1er février 1919. Plus tard ce mois-là, il est placé en réserve à Devonport. Cependant, le 1er mai 1919, il avait été affecté à l’École d’artillerie de Devonport et, le 18 janvier 1920, il avait été mis en service dans la 2e Escadre de croiseurs légers de la Atlantic Fleet. Il y est resté jusqu’au 18 décembre 1920.
En 1921, le HMS Cordelia rejoint les croiseurs légers Caledon, Castor et Curacoa, et les destroyers Vanquisher, Vectis, Venetia, Viceroy, Violent, Viscount, Winchelsea et Wolfhound pour une croisière en mer Baltique, au départ du Royaume-Uni le 31 août. Les navires traversèrent la mer du Nord et franchirent le canal de Kiel pour entrer dans la mer Baltique, où ils firent escale dans la Ville libre de Dantzig ; à Memel dans la région de Klaipėda ; à Liepāja et Riga en Lettonie ; à Tallinn en Estonie ; à Helsinki en Finlande ; à Stockholm en Suède ; à Copenhague au Danemark ; à Göteborg en Suède et à Kristiania en Norvège, avant de traverser la mer du Nord et de terminer leur voyage à Port Edgar, en Écosse, le 15 octobre 1921.
Le HMS Cordelia a patrouillé au large des côtes irlandaises en 1922 pendant la guerre civile irlandaise. 

### Élimination
En décembre 1922, il est déclassé et placé dans la réserve de Nore. Il a été vendu à la ferraille en juillet 1923.